# Ernst Claußmeyer

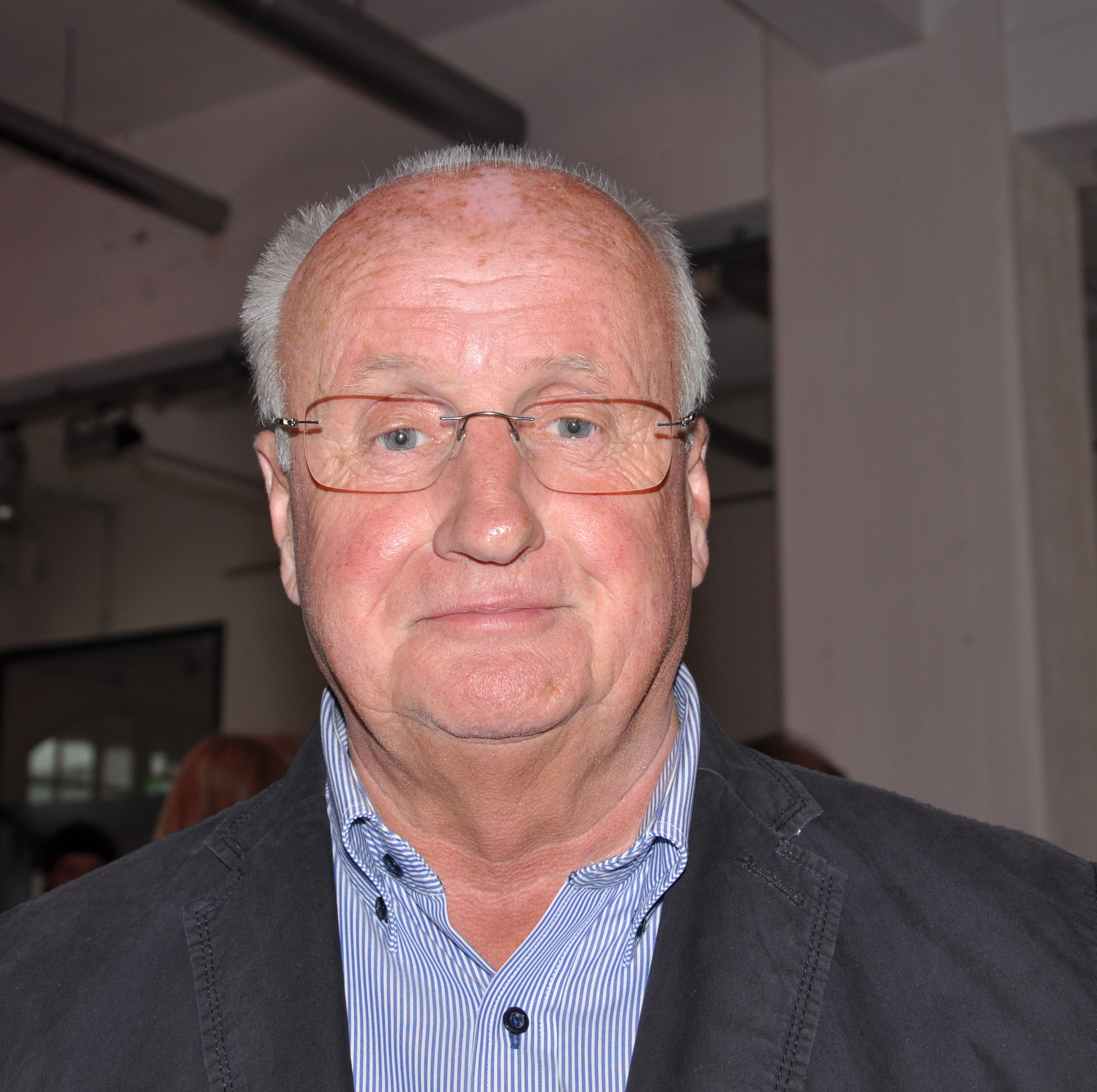
Ernst Claußmeyer (2016)

Ernst „Ernie“ Claußmeyer (* 26. Mai 1947 in Dortmund) ist ein deutscher Unternehmer und ehemaliger Amateur-Radrennfahrer.

## Leben
Ernst Claußmeyer wurde als Sohn von Ernst „Erni“ Claußmeyer (* 5. April 1910 in Dortmund; † 25. Dezember 1983 in Dortmund) in Dortmund geboren.

## Wirken

### Radsportliche Laufbahn
Ernie Claußmeyer begann 1962 seine radsportliche Laufbahn beim RRC "Curve 24" Dortmund-Brackel e. V. Als Amateur wurde er mehrfach Deutscher Meister und krönte seine sportliche Laufbahn als Teil des Goldvierers mit dem Weltmeistertitel 1970 im englischen Leicester unter der Regie von Gustav Kilian. Claußmeyer gewann 1967 das erste Amateurrennen im Vorfeld des Dortmunder Sechstagerennens 1967. 1969 gewann er erneut, als das Rennen für Einzelfahrer ausgetragen wurde. 1970 siegte er dann wieder, diesmal mit Günter Haritz als Partner. Dieses Rennen wurde danach als Dortmunder Sechstagerennen für Amateure mit wenigen Unterbrechungen bis 1993 ausgetragen.

#### „Radsport-Bundesliga“ und Radsportorganisator
Am 10. Oktober 1983 gründete Claußmeyer mit dem RC Olympia Dortmund einen der ersten Vereine, der eine Amateur-Mannschaft semi-professionell betrieb. Zusammen mit anderen Vereinen gründete er die „Radsport-Bundesliga“. In ca. 20 auf die Saison verteilten Rennen bildete sie eine Rennserie, in der die besten Amateure und die besten Mannschaften ermittelt wurden. Die Mannschaft des RC Olympia konnte diese Wertung mehrfach gewinnen.
Claußmeyer veranstaltet zudem Radsportevents mit Weltruf wie das Profiradrennen Sparkassen Giro Bochum oder das Dortmunder Sechstagerennen. Bis Anfang 2010 war er Vorsitzender des VDR (Verband Deutscher Radrennveranstalter), der die Interessen der Veranstalter so namhafter Rennen wie Rund um Köln oder Eschborn-Frankfurt City Loop (bis 2008: Rund um den Henninger Turm) wahrnimmt.

#### Mentor
Mit dem RC Olympia war Claußmeyer auch Mentor vieler deutscher Spitzenamateure, die es später bei den Profis zu großen Erfolgen brachten. Prominenteste Beispiele sind der ehemalige T-Mobile-Profi und jetzige Teammanager Rolf Aldag und der Vize-Weltmeister von 2004 und 2006, Erik Zabel.
In dessen Zeit bei Olympia Dortmund fiel unter anderem der Erfolg bei den Olympischen Sommerspielen 1992 in Barcelona, wo Zabel den 4. Platz belegte.

### Unternehmerische Laufbahn
Claußmeyer leitet die Olympia Unternehmensgruppe, hat aber inzwischen große Teile der operativen Verantwortung an seinen Sohn Sven abgegeben. Die Gruppe verfügt über Unternehmen in den Bereichen Immobilien, Logistik, Sportmarketing und Reisen. 

## Persönliches
Claußmeyer ist seit über 30 Jahren verheiratet. Er hat zwei Söhne.
Sein Vater war ebenfalls Radsportler in Dortmund. 1932 wurde er mit seinem Partner August Sagurna erfolgreichster Mannschaftsfahrer der deutschen Amateure. 1934 wurde er Profi und startete mit Sagurna beim 9. Dortmunder Sechstagerennen, das von Marcel Guimbretiere und Paul Broccardo gewonnen wurde. Nachdem in Deutschland keine Sechstagerennen mehr stattfanden, wandte er sich der Tätigkeit im elterlichen Fuhrunternehmen zu. Nach der Rückkehr aus der Kriegsgefangenschaft startete er erneut, jedoch ohne größere Erfolge, bei Radrennen. Er unterstützte seine Söhne Rainer und Ernst bei dem Wunsch, ebenfalls Rennfahrer zu werden nach Kräften.